# Aïn Bouchekif
Aïn Bouchekif est une commune de la wilaya de Tiaret en Algérie.

## Géographie

### Situation
La région est à vocation agricole entièrement consacrée à la céréaliculture, plaine du Sersou.
Elle dispose d'un parc industriel hébergeant deux usines, la première est la SNVI disposant du CCI (complexe carrosserie industrielle), la seconde appartient a SAFAV-MB, joint venture entre l'Algérie, les Emirat Arabe et l'Allemagne (Daimler Benz).
On y fabrique des modèles 4x4 TT série G et des fourgons type Sprinter.
La zone industrielle est appelée à héberger d'autres constructeurs automobiles ainsi qu'une industrie mécanique variée.

### Localités
En 1984, la commune d'Aïn Bouchekif est constituée à partir des lieux-dits et localités suivants :
- Village agricole de Aïn Mériem
- Aouisset
- Guerroun
- Sidi Abdelmoumen
- Biban Mesbah
- Zouatnia
- Henaichia

### Relief, géologie, hydrographie
Sur le plan hydrographique, la commune est limitée au Nord et à l’Est par le bassin versant du Nahr Ouassel Chlef et à l’ouest par le bassin versant Oued Tousnina bassin versant de la Mina affluent du Chlef a Relizane.
Le chott chergui est plus loin au sud ouest, vers Ain Skhouna.
La région de Tiaret se situe entre les bassins hydrographiques Chott chergui et Chlef Zahrez.

### Transports
L'aéroport de Tiaret se situe sur le territoire de la commune d'Aïn Bouchekif, à 11 km au sud-est de la ville de Tiaret, il dispose d'une piste de 3 200 m.

## Histoire
Le nom de la commune est formé de deux composants : la base toponymique de souche arabe Aïn signifiant « source » et le suffixe Bouchekif, à relire selon Foudil Cheriguen bu ceqif, du berbère aceqquf, signifiant « débris ». Le nom complet de la localité signifierait donc « la source des débris ».